# Naučná stezka Bažantnice
Naučná stezka Bažatnice je naučná stezka na severozápadním okraji Třebíče, vedoucí polesím Bažantnice. Její celková délka je cca 3 km a nachází se na devíti zastaveních.

## Vedení trasy
Trasa začíná na silnici II/351 (Račerovická ulice) na okraji Třebíče, po které vede cca 450 metrů než uhýbá doleva (a po chvíli doprava) a po silničce obchází zde stojící budovy. Vzápětí silnička přechází na lesní cestu, tvořící okruh polesím.
U severovýchodního oblouku stezky rostou památné stromy Čtyři duby v Bažantnici, stezka dále vede k rybníčku napájeného Račerovickým potokem, a poslední zastávka je umístěna v altánu, kde si lze zkontrolovat správnost určení živočichů a rostlin zobrazených na informačních tabulích. Dále se návštěvník vrací na stezku a podél třetího až prvního zastavení se vrací zpět.
Trasa také prochází alejí státem chráněných lip a zasahuje do lesního komplexu Dolní Bažantnice.

## Zastavení
Na trase jsou nejenom velké informační tabule jednotlivých zastavení ale také malé desky popisující druhy stromů rostoucí podél stezky (borovice lesní, vejmutovka a Douglasova, buk lesní, bříza bělokorá apod.) a další informující o ptačích a netopýřích budkách či odchytu škůdců.
1. Historie území
2. Les v krajině
3. Les a lesníci
4. Lesní porost
5. Rostliny v lese
6. Zvěř a ostatní živočichové v lese
7. Voda v lese
8. Ochrana lesa
9. Les a člověk – ve Waldsteinově altánu

V třebíčském infocentru na náměstí lze ke stezce koupit pracovní listy, místo je tak vhodné například i pro školní exkurze.